# 祖师殿镇
祖市殿镇，是中华人民共和国湖南省怀化市溆浦县下辖的一个乡镇级行政单位。

## 行政区划
祖市殿镇下辖以下地区：
荷叶社区、星光社区、四门村、赤溪村、星光村、柳林村、坪头村、向家垅村、柳溪村、两峰村、清谭村、双庄村、王剑溪村、匣龙村、田庄村、罩溪村和白竹村。